# Ferruccio Quintavalle
Ferruccio Quintavalle (Mantova, 14 febbraio 1863 – Milano, 9 febbraio 1953) è stato uno storico italiano.

## Biografia
Nato a Mantova nel 1863, fu assunto come insegnante di ruolo nel 1885, e svolse tale attività in diversi licei-ginnasi in varie zone d'Italia, dove insegnò storia. Nel periodo in cui insegnò al Liceo Ariosto di Ferrara, si avvicinò alla massoneria e intraprese battaglie anticlericali, come dimostrato dalla pubblicazione di una delle sue prime opere, Un mese di rivoluzione in Ferrara, sulla rivoluzione del 1831 nella città emiliana.
Quintavalle fu autore di oltre venti libri e pubblicazioni varie, tra cui Storia dell'unità italiana (1814-1924) pubblicato nel 1926, e altre importanti pubblicazioni sul Risorgimento e sulla Grande Guerra. Su quest'ultimo fatto storico, nell'opera in due volumi Cronistoria della Guerra Mondiale pubblicata nel 1921-23, elaborò la teoria secondo cui la radice della prima guerra mondiale vada ricercata nel Congresso di Berlino del 1878, che -  convocato per limitare le acquisizioni territoriali che la Russia aveva ottenuto col Trattato di Santo Stefano firmato con l'impero ottomano nel marzo dello stesso anno - sancì il principio dello smembramento dello stesso impero turco, gettando le basi per nuovi conflitti, che culmineranno nelle guerre balcaniche del 1912-13 e poi nella Grande Guerra.
Morì a Milano nel 1953 all'età di 90 anni. Sposato con Ida Frulli, fu padre di quattro figli, Umberto, dirigente d'azienda (1887-1959), Bruno Antonio, I conte di Monasterolo d'Adda, dirigente d'azienda (1891-1974), Noël, pittore (1893-1975) e Oscar, avvocato.

## Opere
- L'adulazione in Vergilio. Conferenza tenuta il giorno 29 Gennaio 1888 in Ascoli Piceno, Mantova, Tipografia Bortoli, 1888.
- Un mese di rivoluzione in Ferrara (7 febbraio - 6 marzo 1831), Bologna, Zanichelli, 1900.
- La conciliazione fra l'Italia ed il papato nelle lettere del p. Luigi Tosti e del sen. Gabrio Casati: con un saggio sulla Questione romana negli opuscoli liberali fra il 1859 e il 1870, Milano, Cogliati, 1907.
- Il risorgimento italiano (1814-1871)., Milano, Hoepli, 1913.
- La Rivoluzione Religiosa del Secolo XVI, Miano, Federazione Italiana delle Biblioteche Popolari, 1920.
- Cronistoria della Guerra Mondiale, vol. 1, Milano, Hoepli, 1921.
- Cronistoria della Guerra Mondiale, vol. 2, Milano, Hoepli, 1923.
- Storia dell'unità italiana (1814-1924), Milano, Hoepli, 1926.
- Giuseppe Mazzini (1805-1872), Torino, Paravia, 1931.
- La politica internazionale nel "Pensiero" e nella "Azione" di Giuseppe Mazzini, 1938.